# Keteleeria evelyniana
Keteleeria evelyniana ist ein Nadelbaum aus der Familie der Kieferngewächse (Pinaceae). Sein Verbreitungsgebiet liegt in China, Laos und Vietnam und hat eine große Ausdehnung in Nord-Süd-Richtung. Daher variieren auch die Umweltbedingungen stark von gemäßigtem bis zu beinahe tropischem Klima. Keteleeria evelyniana ist eine der wenigen Arten der Kieferngewächse (Pinaceae), die unter tropen-ähnlichen Bedingungen vorkommt.

## Beschreibung

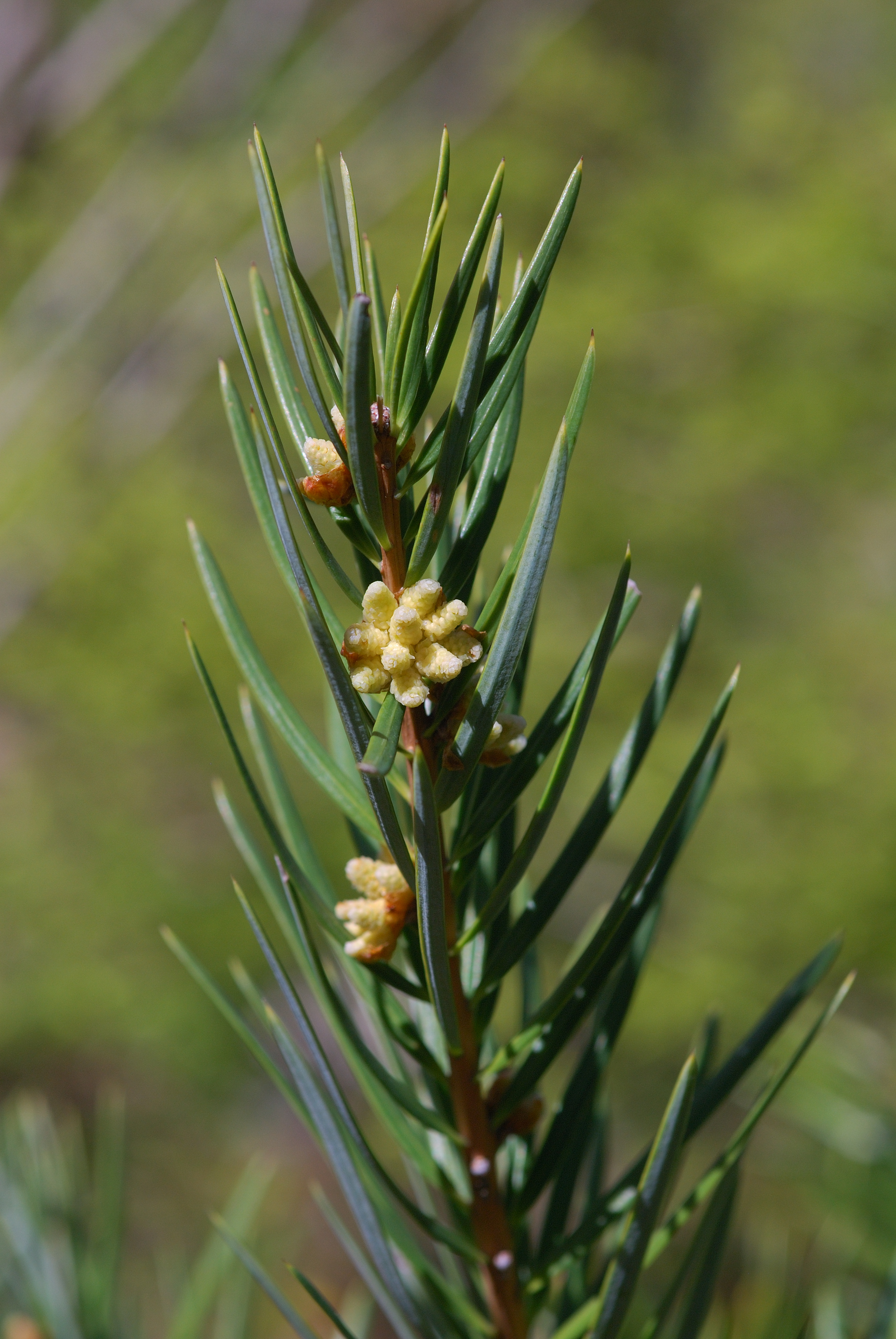
Zweig mit Pollenzapfen

Keteleeria evelyniana ist ein Baum, der eine Höhe von 30 bis 40 Meter und einen Brusthöhendurchmesser von 1,0 bis 1,5 Metern erreichen kann. Der Stamm ist gerade, die Stammborke älterer Bäume dunkel graubraun, rau und schuppig. Die Äste erster und zweiter Ordnung sind lang und gebogen, Äste nahe der Spitze sind aufsteigend. Die Krone ist breit kegelförmig und wird bei älteren Bäumen unregelmäßig. Die Zweige sind dünn, fest, rötlich braun oder gelblich braun und werden später graubraun. Junge Zweige können schwach behaart sein. Blattnarben sind klein und rund. Die harzlose Blattknospen sind eiförmig rundlich bis eiförmig kegelig, 4 bis 6 Millimeter lang und 3 bis 4 Millimeter im Durchmesser. Die Knospenschuppen sind dreieckig, stumpf, angedrückt und matt braun. Sie bleiben über mehrere Jahre erhalten.

### Nadeln
Die Nadeln sind meist kammartig angeordnet, an endständigen Trieben stehen sie auch vorwärts gerichtet. Sie sind 2 bis 8, meist 3 bis 6,5 Zentimeter lang und 2 bis 4 Millimeter breit. Sie sind leicht gedreht oder zur Basis hin dünner, flach, linealisch, oft sichelförmig gebogen und bei jungen oder in Dickichten stehenden Bäumen lanzettlich. Sie sind stachelspitzig, seltener ist die Spitze stumpf oder bei jungen Pflanzen spitz. Die Nadeloberseite ist hell- oder dunkelgrün und zeigt mehrere Linien von Spaltöffnungen nahe der Mittelrippe. Die Unterseite hat zwei grünlichweiße Spaltöffnungsbänder, die durch die Mittelrippe getrennt sind.

### Zapfen und Samen

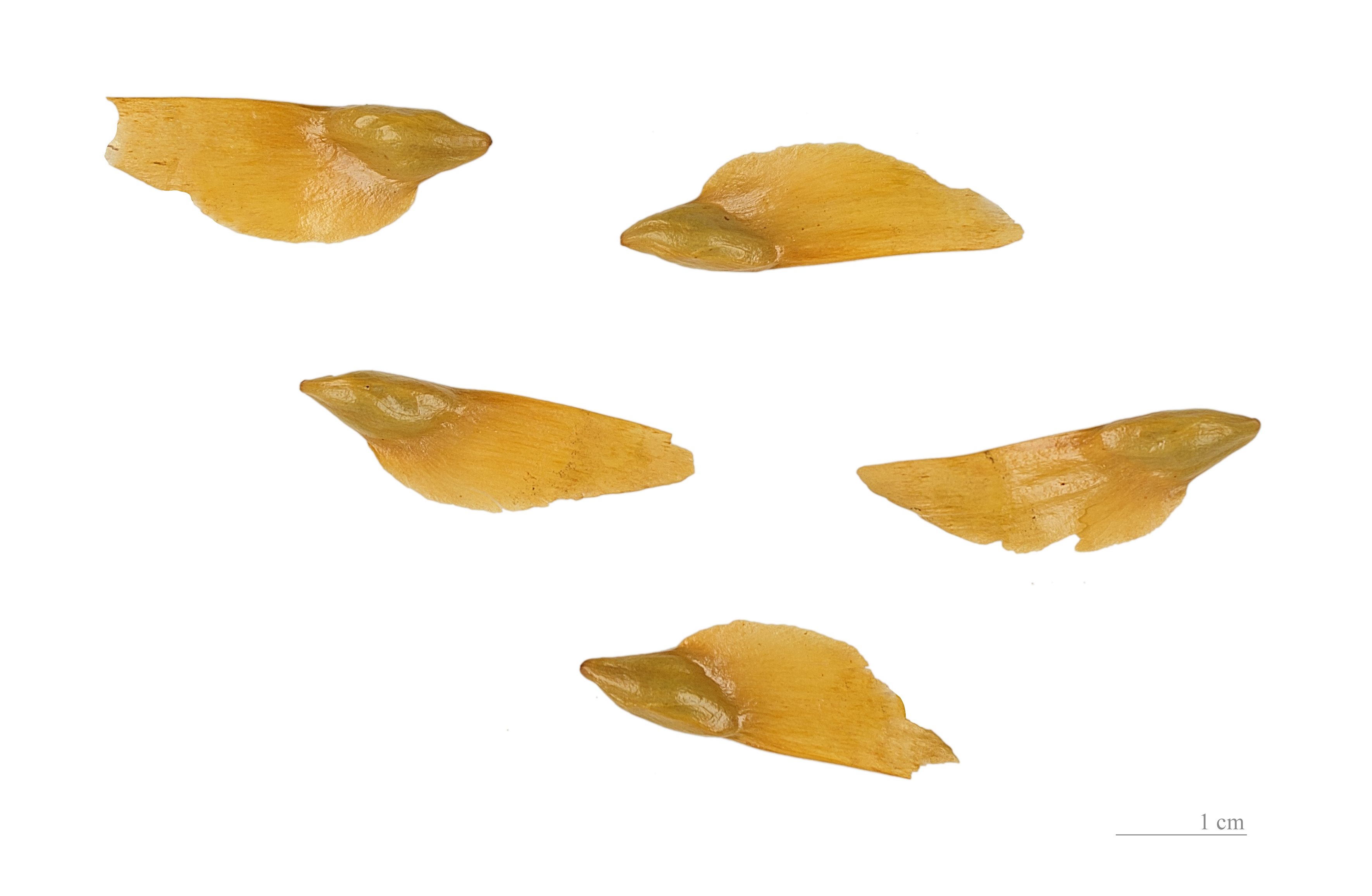
Samen

Die Pollenzapfen sind gestielt, 1,0 bis 1,5 Zentimeter lang, gelb mit braunen Schuppen. Die Samenzapfen stehen einzeln und aufrecht seitlich an den Ästen an 2 bis 6 Zentimeter langen Stielen. Voll entwickelte Zapfen werden 9 bis 20 Zentimeter lang (selten ab 4 bis 25 Zentimeter) und haben bei geöffneten Schuppen Durchmesser von 4,0 bis 6,5 Zentimeter (selten ab 3 bis vielleicht 9 Zentimeter). Sie sind zylindrisch, haben eine stumpfe Spitze und sind ausgereift hellbraun bis braun und häufig glänzend. Die Samenschuppen sind 3 bis 4 Zentimeter lang und 2,5 bis 3 Zentimeter breit, annähernd herzförmig-länglich mit zusammenlaufender Spitze und mehr oder weniger konkavem Rand. Die Außenseite ist gefurcht und kahl. Die Deckschuppen sind 1,0 bis 1,5 Zentimeter lang, gerade, zungenförmig bis spatelförmig mit scharf zugespitzter oder dreifach gelappter Spitze.
Die Samen sind länglich, 9 bis 14 Millimeter lang, 5 bis 7 Millimeter breit und matt braun. Der Samenflügel ist 20 bis 30 Millimeter lang und 12 bis 15 Millimeter breit und glänzend gelblichbraun.
Die Bestäubung findet im April und Mai statt, die Zapfen reifen im Oktober.

## Verbreitung und Ökologie
Das Verbreitungsgebiet von Keteleeria evelyniana liegt in China auf Hainan, in Südwest-Sichuan und Yunnan, Laos und Vietnam. Man findet sie dort in gebirgigen Gebieten in Höhen von 700 bis 2700 Metern, wobei die Art über 2000 Metern nur selten zu finden ist. Sie wächst gewöhnlich auf Roterde (China und Laos). Das Klima ist tropisch bis in größeren Höhen gemäßigt, häufig mit Jahresniederschlägen von über 2000 Millimetern. In Yunnan und im Norden von Laos trifft man die Art zusammen mit der Spießtanne (Cunninghamia lanceolata), mit verschiedenen Steineiben-Arten (Podocarpus), mit Fortunes Kopfeibe (Cephalotaxus fortunei), verschiedenen Vertretern der Buchengewächse (Fagaceae), der Lorbeergewächse (Lauraceae) und der Magnoliengewächse (Magnoliaceae). Keteleeria evelyniana ist damit eine der wenigen Arten der Kieferngewächse (Pinaceae), die in beinahe tropischer Umgebung vorkommt.
In der Roten Liste der IUCN wird Keteleeria evelyniana als nicht gefährdet („Lower Risk/least concern“) angegeben. Es wird jedoch darauf hingewiesen, dass eine neuerliche Überprüfung der Gefährdung nötig ist. In Vietnam wird sie als gefährdet betrachtet, da sie wegen des Holzes zu stark genutzt wurde und weite Teile des ursprünglichen Verbreitungsgebiets für die Landwirtschaft genutzt werden. Einige Vorkommen sind inzwischen geschützt und die Nutzung wird von der Regierung geregelt. In China dürfte die Situation ähnlich sein, jedoch gibt es in Sichuan und Yunnan noch größere Vorkommen. Die Situation in Laos ist unbekannt.

## Systematik
Keteleeria evelyniana ist eine Art aus der Gattung Keteleeria, die zur Familie der Kieferngewächse (Pinaceae) gezählt wird. Der Gattung werden zwei weitere Arten zugeordnet. Die Erstbeschreibung der Art erfolgte 1903 durch den englischen Arzt und Botaniker Maxwell T. Masters in der Londoner Zeitschrift Gardeners’ Chronicle. Das Artepitheton evelyniana ehrt den englischen Gartenbauer, Architekten und Autor John Evelyn. Es werden keine Varietäten unterschieden.

## Verwendung
Das Holz wird im Verbreitungsgebiet als Bauholz und Feuerholz verwendet. Keteleeria evelyniana wurde vom schottischen Botaniker George Forrest nach England gebracht, und vom österreichisch-amerikanischen Botaniker Joseph Francis Rock nach Amerika, sie ist jedoch nur selten meist in Arboreten und botanischen Gärten zu finden.